# Fleco

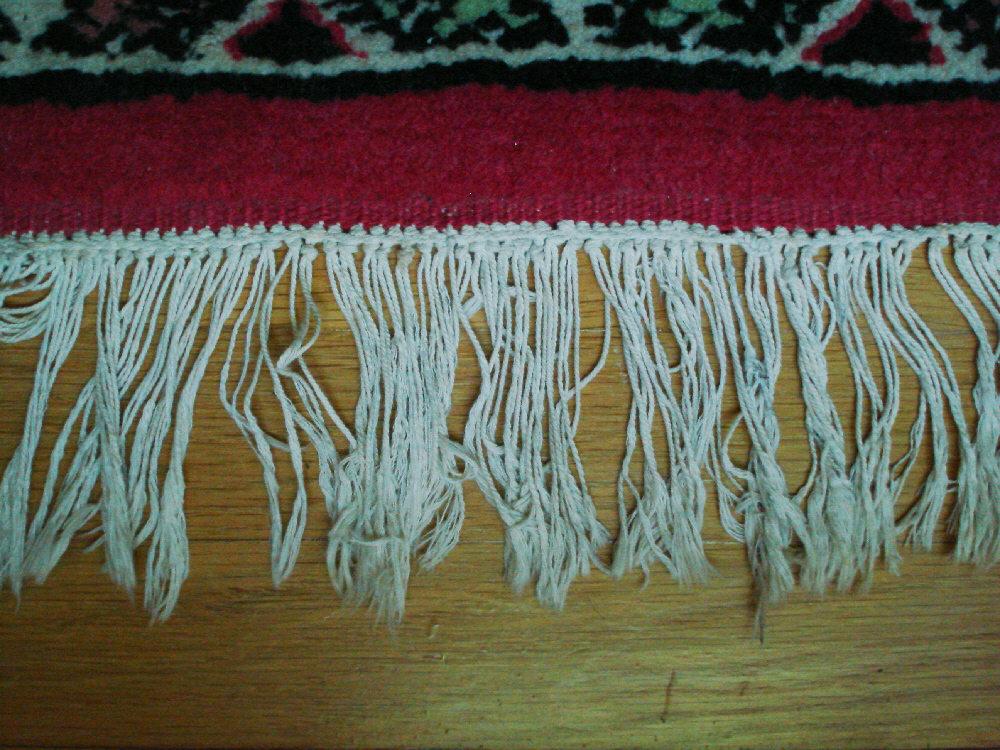
Flecos de una alfombra

Un fleco es un tipo de ornamento consistente en una serie de cordones o hilos de similar longitud colocados en paralelo que cuelgan de una tira de tela. Los flecos pueden consistir en cordones de tela retorcidos o trenzados o en hilos sueltos de algodón, seda, lino o tiras de cuero.
Los flecos son recursos que se emplean en decoración del hogar o como una pieza de pasamanería. Se emplean como adorno de cortinas, fundas, colchas, alfombras, cojínes, etc. 
También son habituales como parte de una prenda de vestir. Sus aplicaciones son muy amplias introduciéndose en zapatos, botines, sandalias, vestidos o cazadoras entre otras. También forman parte de complementos de vestir como bolsos, collares, carteras, etc. Los flecos de cuero colgando de cazadoras, botas o complementos son característicos de la estética vaquera. 
Los flecos se cosen en los laterales de la prenda o el objeto dejando que cuelguen y que se balanceen con el movimiento. A esta acción de coser los flecos también se le conoce como "flecar".

## Galería

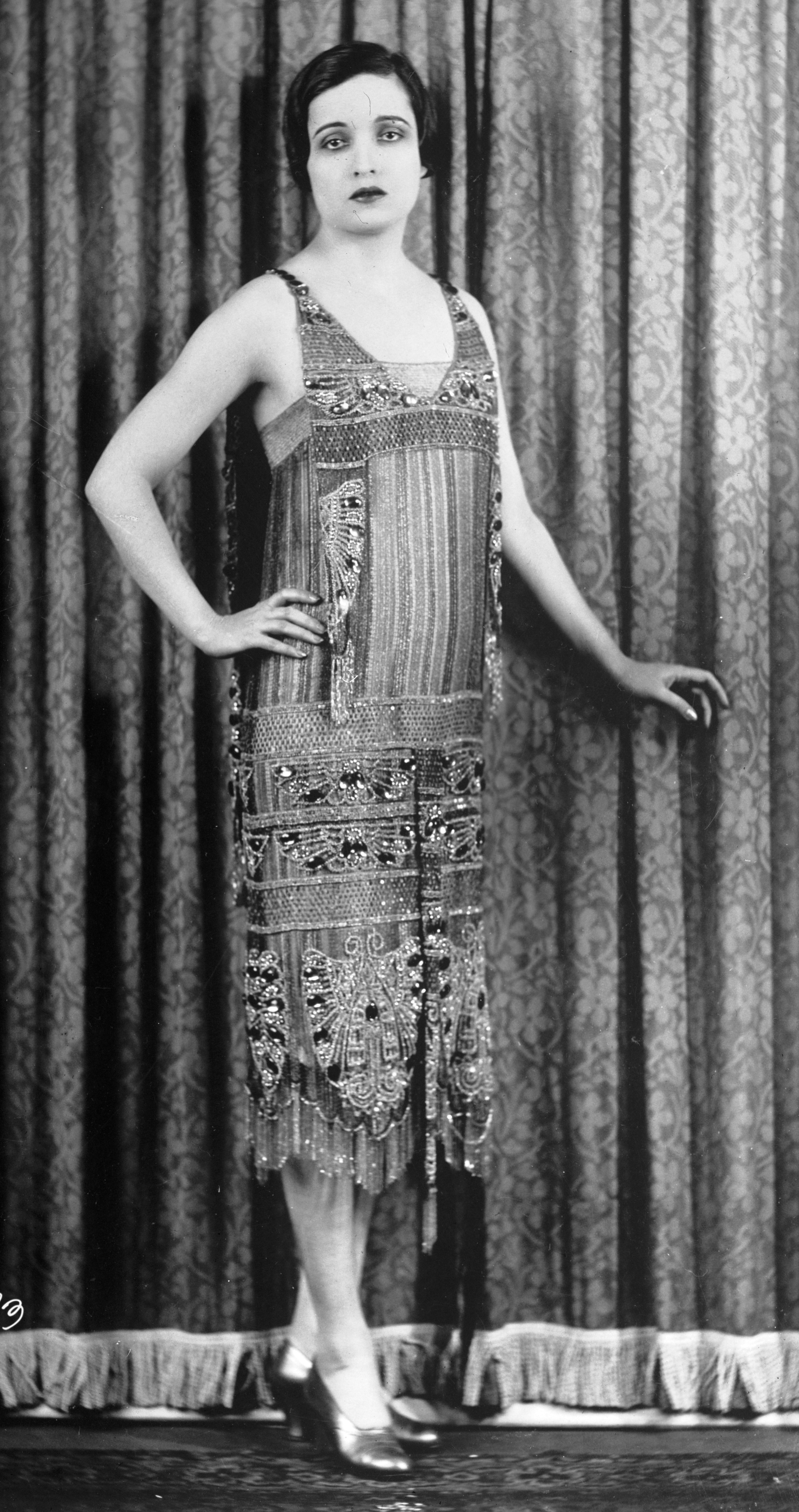
Traje con flecos
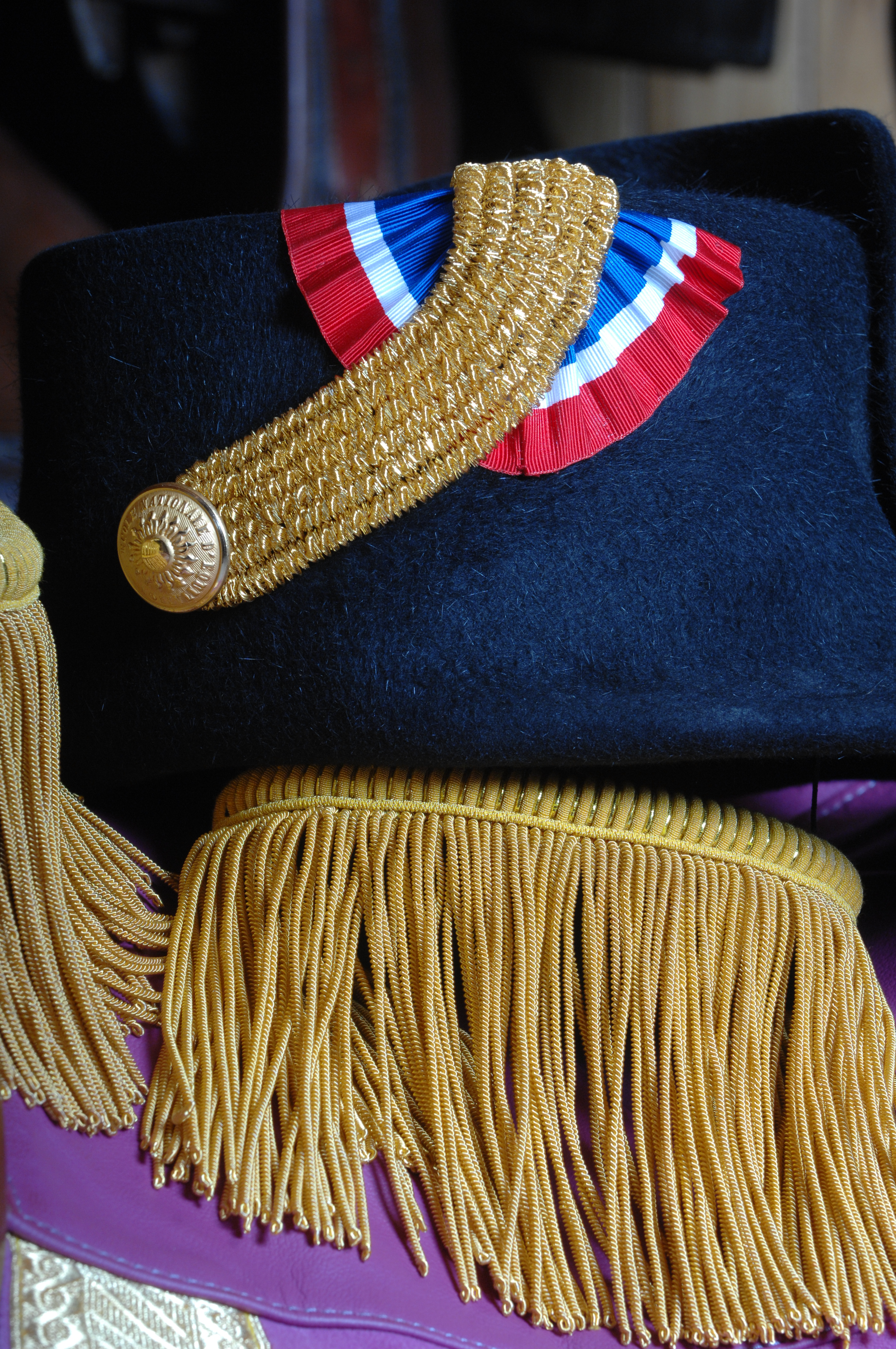
Charretera
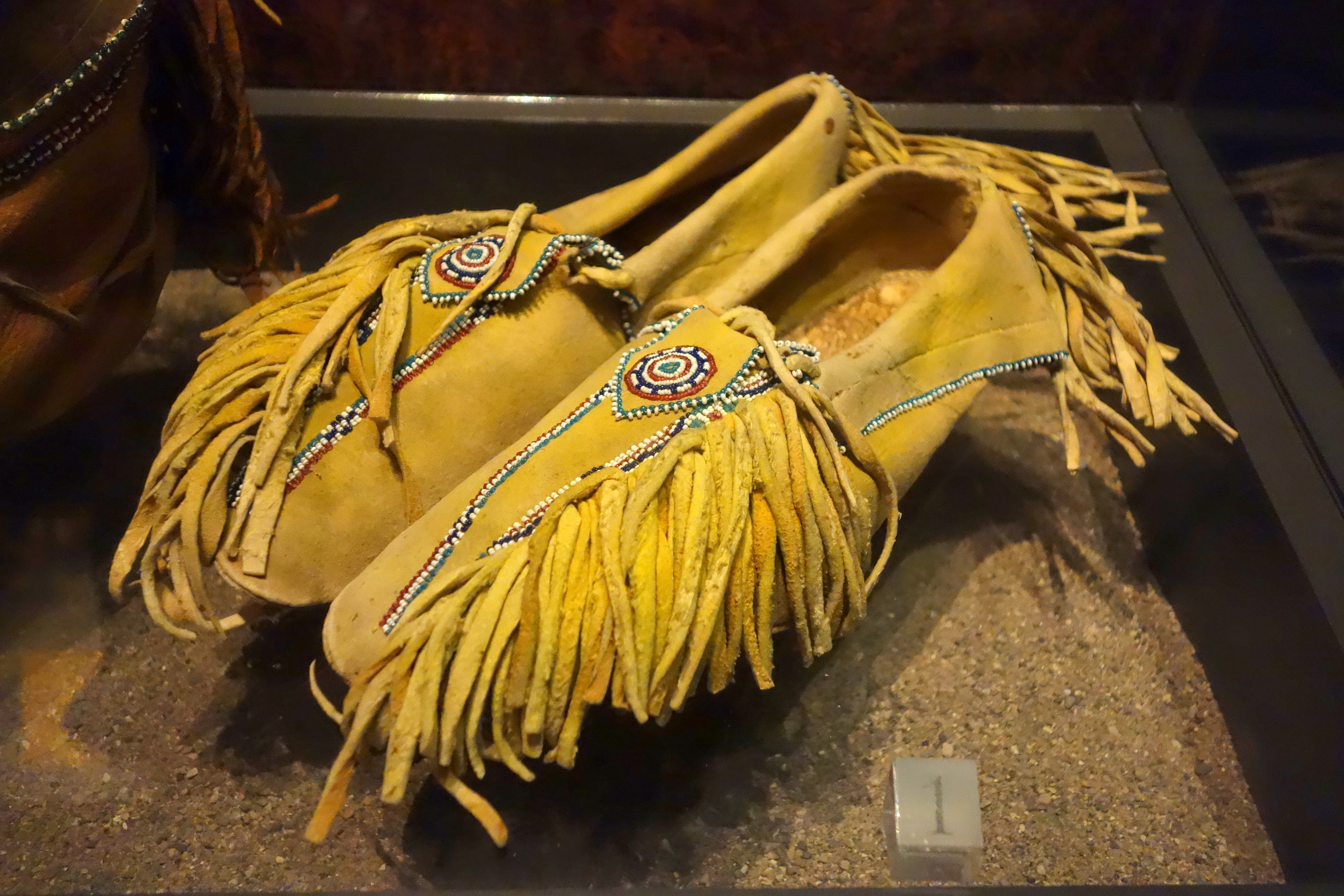
Mocasines con flecos
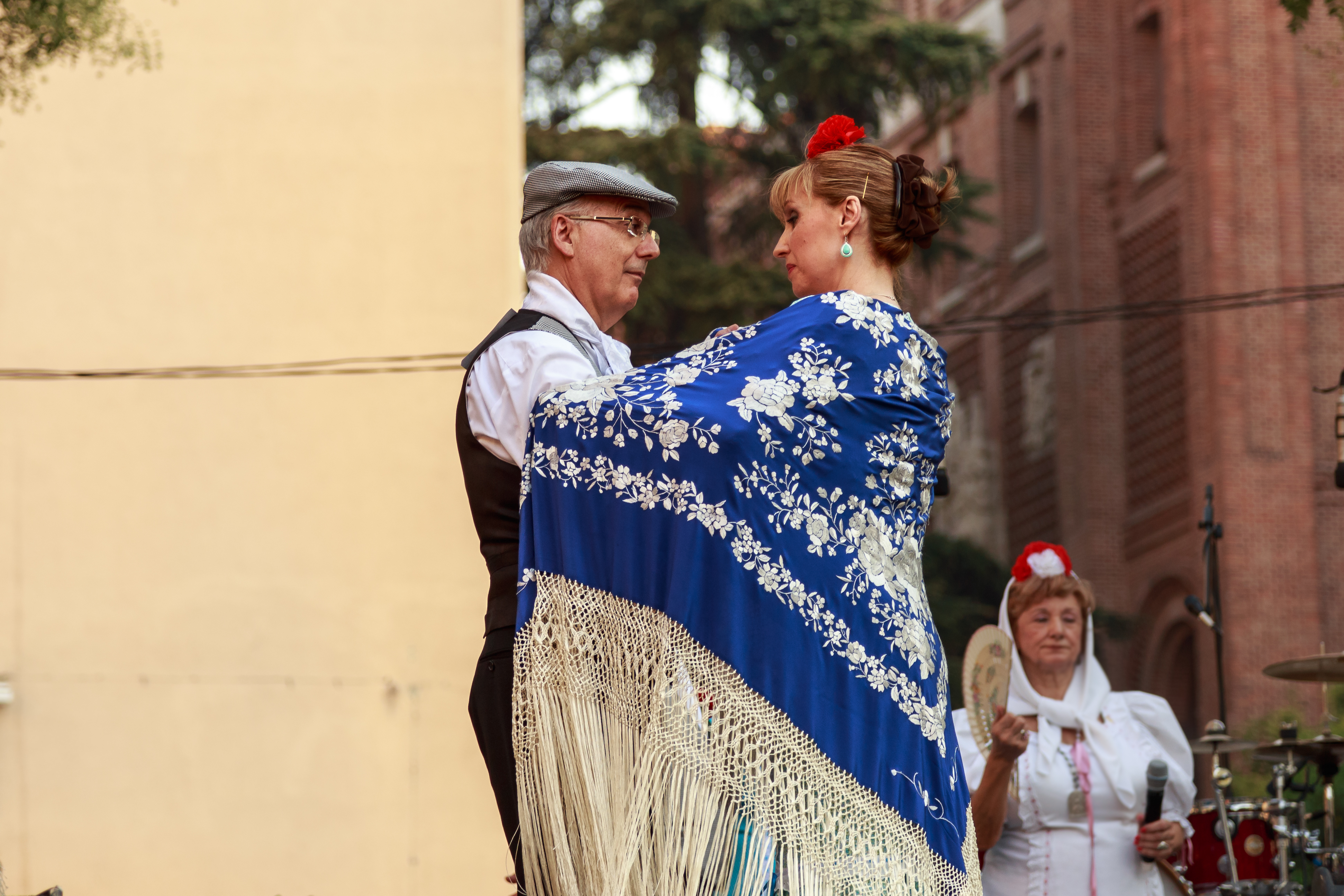
Mantón con flecos
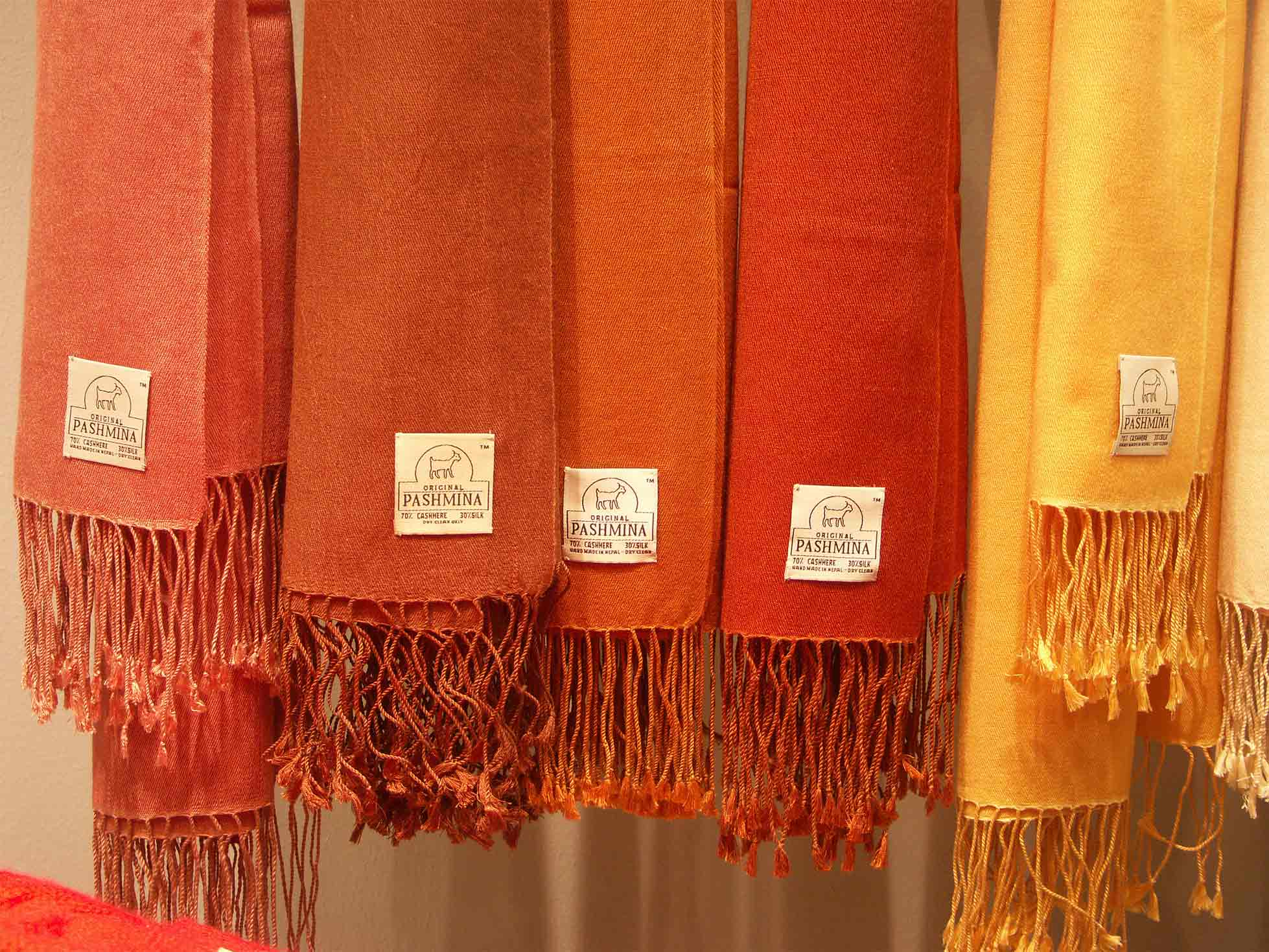
Pasminas
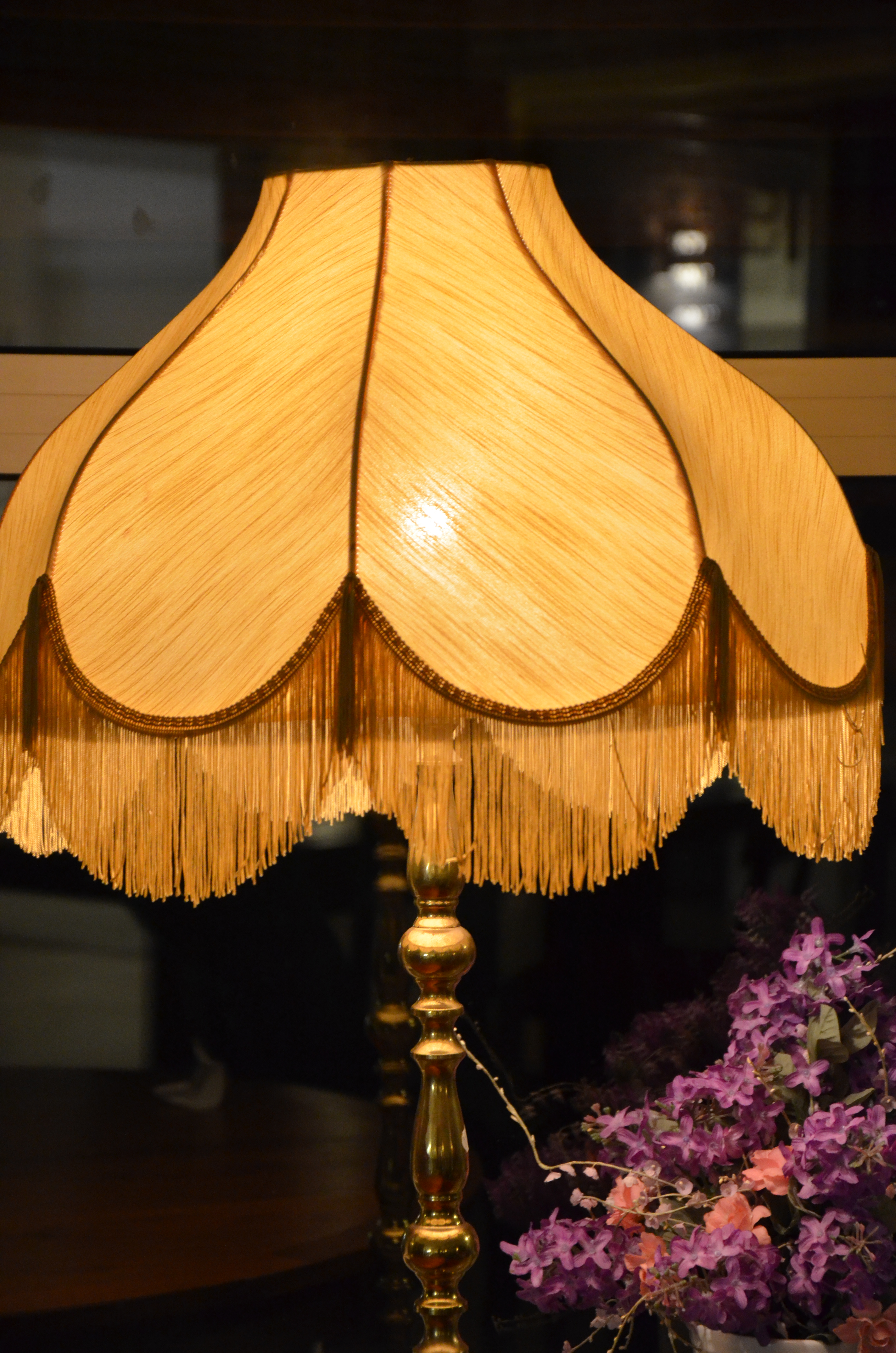
Flecos en una lámpara
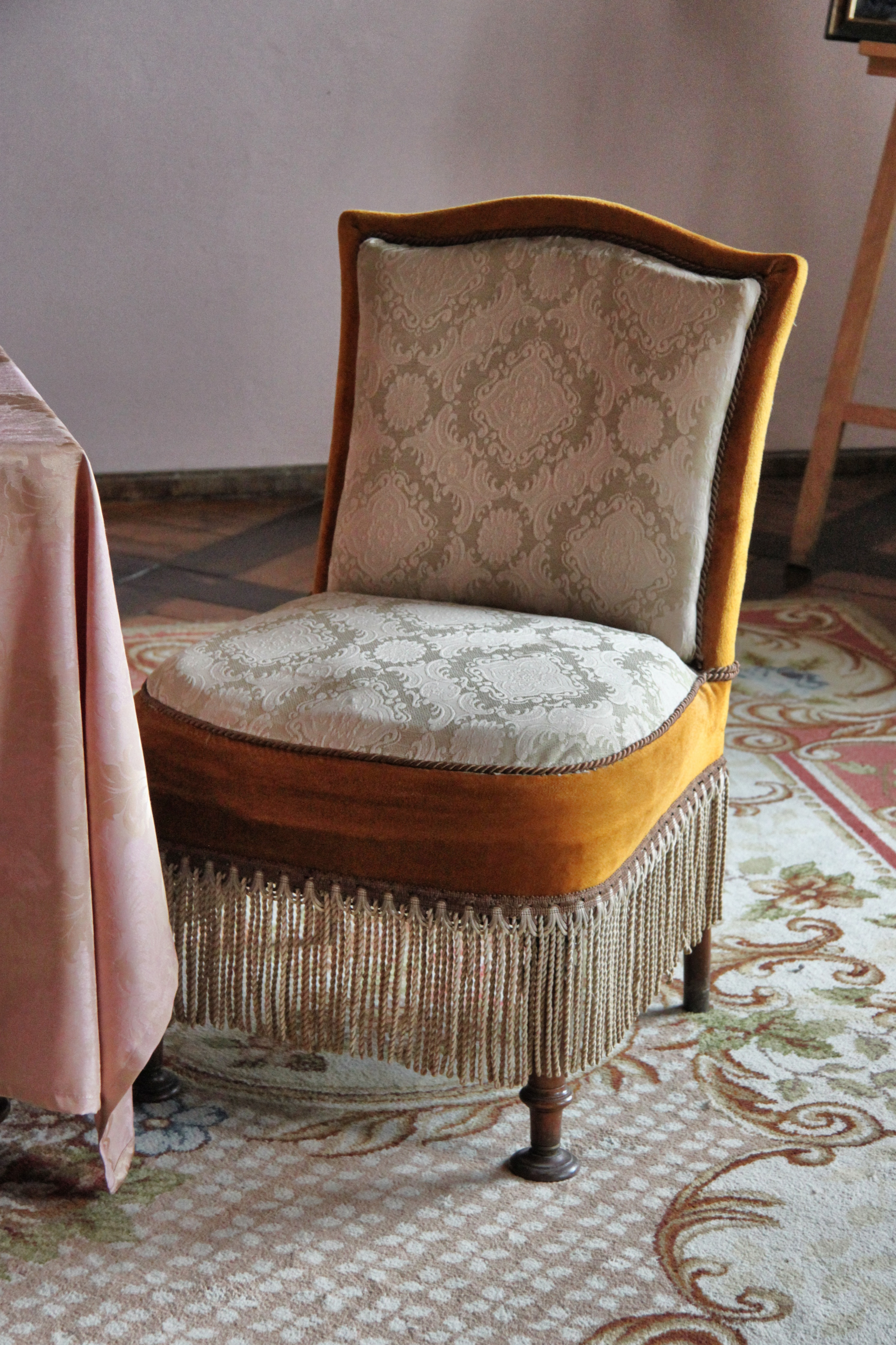
Sillón
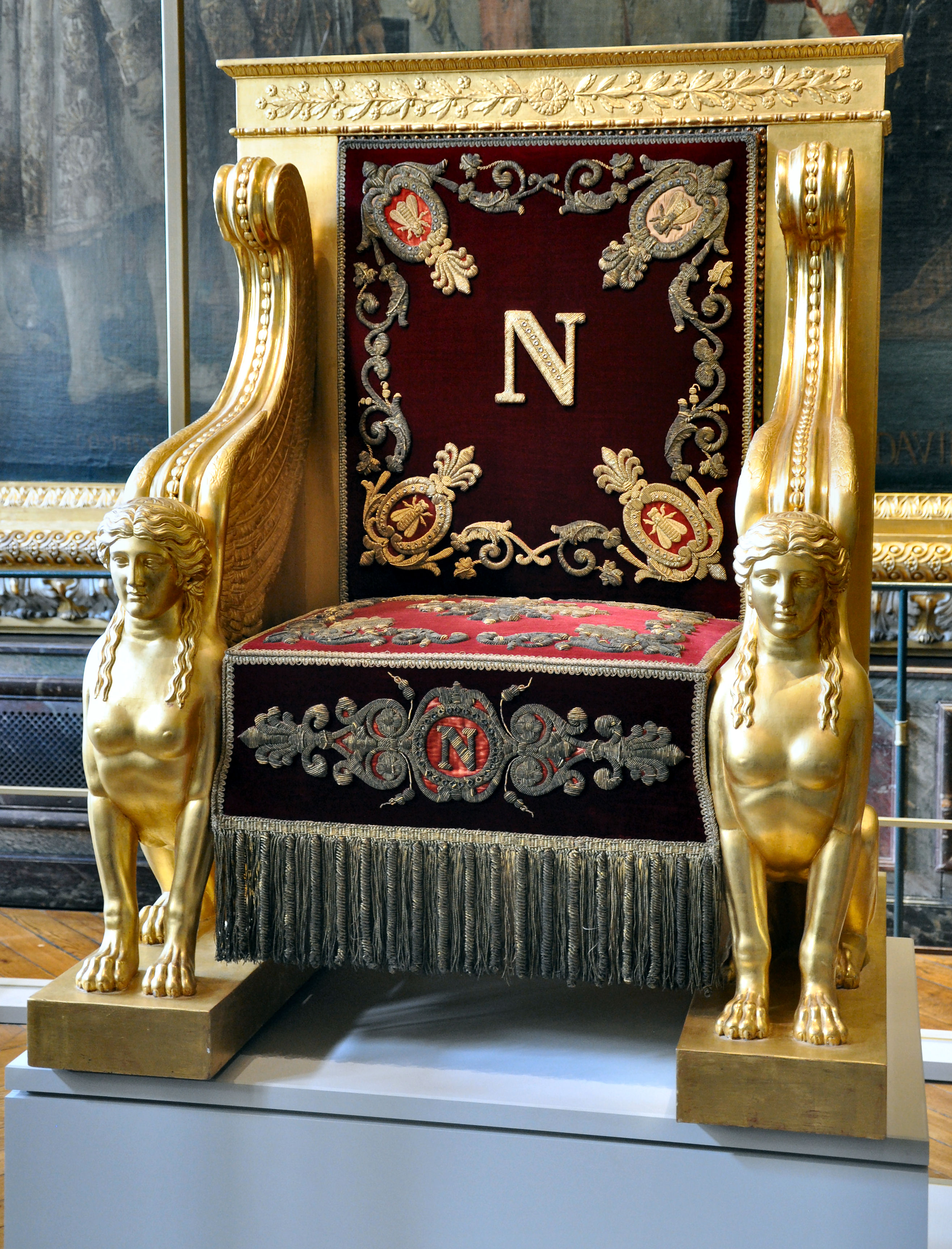
Trono de Napoleón I
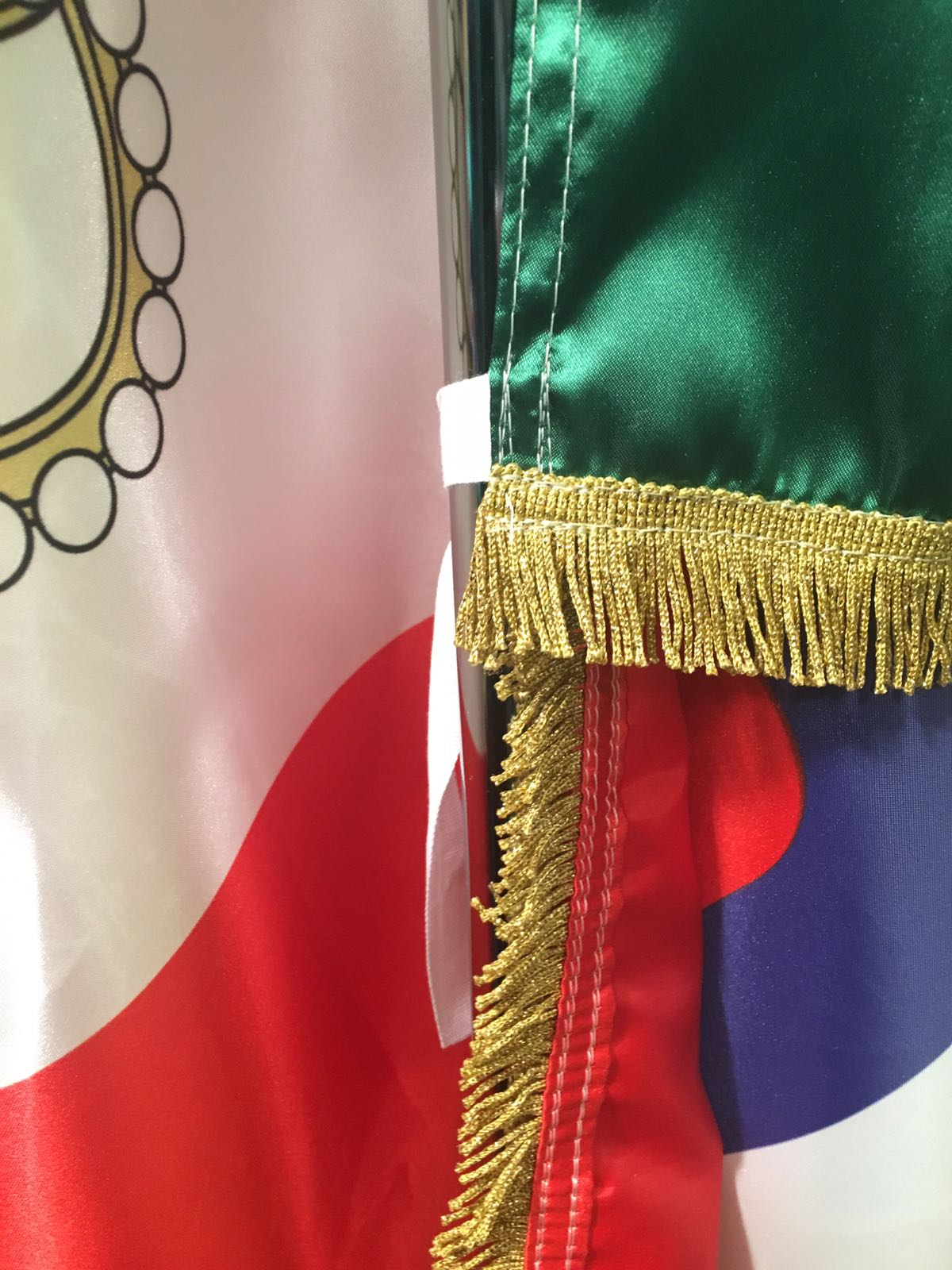
Banderas con flecos